# Brotårn
|  | Brotårn om et fæstningstårn på en bro - ikke at forveksle med pyloner, som holder moderne broer, og undertiden også kaldes brotårne. |
Et brotårn (tysk: Brückenturm) var en type fæstningstårn, der blev bygget på en bro. De blev typisk opført frem til tidlig moderne tid som en del af en bymur eller et borg. Der var som regel et tårn i hver ende af broen. I løbet af 1800-tallet blev en række brotårne bygget i nygotisk stil, hvoraf Tower Bridge i London er måske det bedst kendte eksempel; dog overlever mange oprindelige middelalderlige tårne stadig rundt omkring i Europa.

## Funktion
Brotårne blev bygget i middelalderen for at bevogte adgangen til broen og for at muliggøre opkrævning af bro- og vejafgifter på vigtige vejruter over floder, som ofte lå tæt på byer. Floderne udgjorde ofte en del af forsvarsværket omkring byerne. Derfor var det fra et militært synspunkt vigtigt, at broerne ikke gav fjenden nem adgang. Broerne fungerede som en slags fremskudt forsvarslinje og havde ofte en lille vindebro. Udover deres egentlige funktion som beskyttelse og forsvar havde brotårne også en symbolsk og arkitektonisk rolle. Ofte var de det første offentlige bygningsværk, rejsende så, når de nærmede sig byen.
Nogle gange tjente den samme bygning både som brotårn og brokapel, for eksempel ved Krämerbrücke i Erfurt.
De høje udgifter til opførelsen af sådanne tårne blev normalt dækket gennem opkrævning af vejafgifter. Portene i brotårnene blev lukket om natten, så ingen kunne krydse broen om natten.

## Bevarede brotårne

### Bosnien-Hercegovina
- Halebija-tårnet og Tara-tårnet på Stari Most i Mostar, Bosnien-Hercegovina (færdiggjort 1567)

### Tjekkiet
- Den Gamle bys og Malá Stranas brotårne på Karlsbroen i Prag (bygget 1357)[1]
- Brotårnet på Stříbro-broen i Stříbro (Mies) (bygget 1555)

### Frankrig
- Pont Saint-Bénézet i Avignon
- Le Pont Vieux i Sospel
- Le Pont Vieux i Orthez
- Pont Valentré, Cahors

### Tyskland
- Brotårn på Steinerne Brücke i Regensburg (bygget før 1200-tallet)
- Middelaldertårn på Alte Lahnbrücke i Limburg an der Lahn (bygget 1315–1354)
- Broporten på Alte Brücke i Heidelberg (1400-tallet, ombygget 1786–88)
- Tårne på jernbanebroen Südbrücke i Mainz (bygget 1860–1862)
- Nyromansk tårn, Nibelungenturm på Nibelungenbrücke Worms i Worms (bygget 1897–1900)
- Broporten på Moselbroen i Traben-Trarbach (bygget 1899)
- Portal på den bro over Elben i Hamborg (bygget 1899)
- Broport på Mainbrücke i Miltenberg (bygget 1900)
- Tårne på Friedrich-Ebert-Brücke i Duisburg (bygget 1904–1907)

### Italien
- Tårnet på Ponte Milvio i Rom
- Ponte di Castelvecchio, Verona

### Luxembourg
- Porte d'Eich (de) og Porte des Bons-Malades (de) – porttårne på den Vauban-designede befæstede gangbro Béinchen (de) (bygget 1864–1865): Det er en del af det UNESCO-beskyttede tidligere fæstningsanlæg i Luxemburg By

### Portugal
- Ponte e Torre de Ucanha på broen i Ucanha (opført 1465)

### Spanien
- Pont de Besalú, Besalú, Catalonien
- Puente de Alcántara, Toledo
- Puente de Frías, Frías, Castilien og León
- Puente de San Martín (Toledo), Toledo

### Schweiz
- Wasserturm (”vandtårnet”), del af Kapellbrücke-komplekset i Luzern, Schweiz[2]

### Storbritannien
- Monnow Gate på Monnow Bridge i Monmouth, Wales (sidste del af 1200-tallet eller begyndelsen af 1300-tallet)
- Brotårn ved Warkworth Bridge i Warkworth, England (sidste del af 1300-tallet)
- Tower Bridge i London, England (bygget 1894). Tårnenes primære funktion er at understøtte gangbroen højt oppe.